# 테스트 크리켓

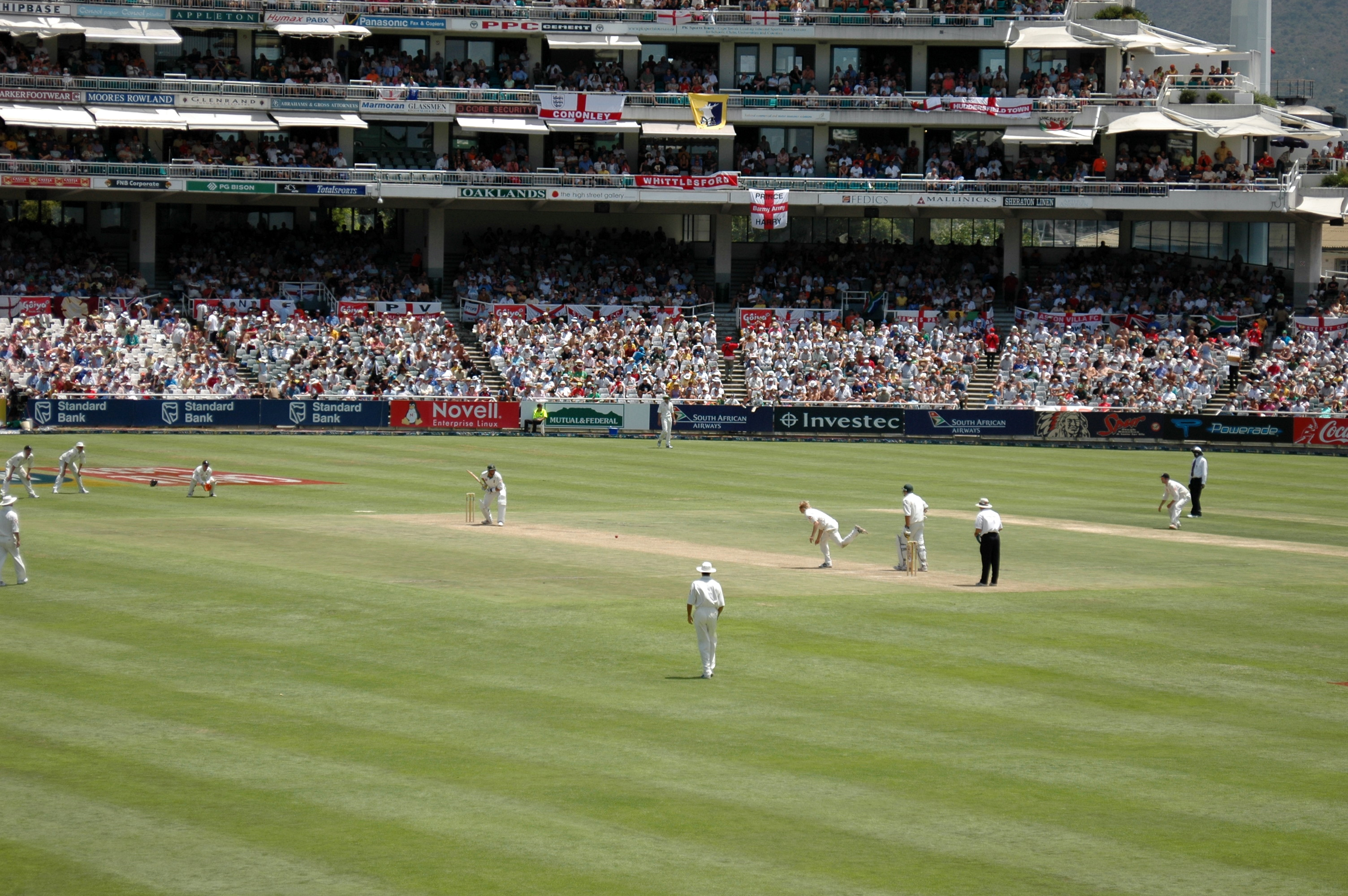
잉글랜드와 남아프리카 공화국의 테스트 크리켓 경기

테스트 크리켓(test cricket)은 크리켓의 종류 중 하나이다.
테스트 크리켓은 ICC(International Cricket Council)의 정식 회원국을 대표하는 팀 간에 국제 수준에서 진행되는 일류 크리켓의 한 형태이다. 경기는 4이닝(팀당 2이닝)으로 구성되며 최대 5일 동안 진행된다. 과거에는 일부 테스트 경기에 시간 제한이 없었고 타임리스 테스트라고 불렸다. "테스트 매치"라는 용어는 원래 1861~62년에 만들어졌지만 다른 맥락에서 사용되었다.
테스트 크리켓은 1890년대까지 공식적으로 인정된 형식이 아니었지만 1877년 이후의 많은 국제 경기는 소급하여 테스트 상태를 부여받았다. 첫 번째 경기는 1877년 3월 멜버른 크리켓 그라운드(Melbourne Cricket Ground, MCG)에서 당시 컴바인드 오스트레일리언 XI(Combined Australian XI)라는 이름의 팀과 제임스 릴리화이트(James Lillywhite)의 XI(영국 전문가 방문 팀) 사이에서 열렸다. 호주와 영국 간의 경기는 1892년에 처음으로 "테스트 경기"(test matches)라고 불렸다. 회고전 테스트의 첫 번째 결정적인 목록은 2년 후 남호주 언론인 클레런스 P. 무디(Clarence P. Moody)가 작성했으며 세기 말에 승인을 받았다.
현재 12개의 정식 ICC 회원국이 테스트 크리켓을 하고 있다. 주간/야간 테스트는 2012년 ICC에서 허용했으며 첫 번째 주간/야간 경기는 2015년 11월 애들레이드 오벌에서 호주와 뉴질랜드 간의 경기였다.